# Обогащение руд
«Обогащение руд» (укр. «Збагачення руд») — провідний журнал Росії в галузі збагачувальних процесів і технологічної мінералогії.
Заснований в 1956 р.
Обсяг до 48 смуг, виходить 6 раз на рік, тираж до 1000 прим. ISSN 0202-3776.
Мета журналу — висвітлення інноваційних напрямів розвитку збагачувальної науки і практики як в Росії, так і за кордоном.

## Тематичні розділи журналу
- Рудопідготовка;
- Технологія збагачення;
- Збагачувальні процеси;
- Технологічна мінералогія;
- Методи аналізу у процесах збагачення;
- Обладнання;
- Природоохоронна техніка та технологія;
- Автоматизовані системи управління;
- З досвіду підприємства;
- Зарубіжний досвід;
- Хроніка